# Wilhelm Landaus bankhus
Wilhelm Landaus bankhus (polsk Dom bankowy Wilhelma Landaua) ligger ved Piotrkowska-gaden 29 i Łódź. 
Bygningen forener sin neobarokform (inspireret af datidens parisiske arkitektur) med art nouveaumotiver (geometriske planteornamenter, karakteristiske masker, maskaroner og vinduernes tykke indramning). Også bygningens indre bærer præg af art nouveaustilen. 
Bankhusets to vinger forenes af et rundt hjørne som har tre vinduer og kranses af en effektfuld kuppel. Elevationen fra Piotrkowska-gaden har seks vinduer, mens den noget længere, fra Stanisław Więckowskis gade, har otte.
Over hovedportalen kan man fra Piotrkowska-gaden se Merkurs hoved omkranset af planter, mens portalens bue viser ejerens initialer "WL" indflettet i plantedekorationer. 

## Historie
Wilhelm Landaus bankforretning blev grundlagt i 1858 og hørte til de betydeligste private banker i Warszawa mod slutningen af det 19. århundrede. I Łódź åbnede banken sin filial i 1870, til at begynde med ved Piotrkowska-gaden 39. Efter at Landau købte grunden ved Piotrkowska-gaden 29, bestemte han sig for, at bygge et nyt sæde. 
Den nye bygning blev tegnet i 1902 af arkitekten Gustaw Landau-Gutenteger og blev færdigbygget i 1903. Selve banken havde kun sine lokaler på første etage. Stueetagen blev lejet ud til butikker, mens anden og fjerde rummede fire luksuriøse lejligheder. I mellemkrigstiden blev bygningen solgt til Den polske forretningsbank i Lviv, og blev senere købt af en privatejer.
51°46′20.99″N 19°27′19.64″Ø / 51.7724972°N 19.4554556°Ø